# Extensionalitetsaxiomet
Extensionalitetsaxiomet är ett av de mängdteoretiska axiomen. Det är till exempel ett av axiomen i Zermelo-Fraenkels mängdteori, med urvalsaxiomet som är det dominerande sättet att axiomatisera mängdteori.
Uttryckt med predikatlogikens formella språk lyder axiomet:
{\displaystyle \forall A\forall B(A=B\leftrightarrow (\forall C(C\in A\leftrightarrow C\in B))}
Med ord kan axiomet uttryckas:
För varje mängd A och B gäller att, A är lika med B om och endast om det för varje mängd C gäller att C är ett element i A om och endast om det också är ett element i B.
Mindre formellt betyder axiomet helt enkelt att mängderna A och B är lika om och endast om de består av precis samma element, d.v.s. 
En mängd bestäms unikt av sina element.
Man kan se axiomet som ett sätt att definiera vad som menas med att två mängder är lika.

## Alternativa skrivsätt
I teorier som innehåller urelement krävs ett annat formellt uttryck. Eftersom urelement inte är en mängd så skulle {\displaystyle C\in A} inte säga mycket om A var ett urelement.
Eftersom {\displaystyle C\in A} är falsk om A är urelement skulle det också kunna tolkas som att urelement är tomma mängden. För att undvika detta kan uttrycket skrivas så att det endast gäller för icke-tomma mängder.
Det kan då se ut enligt följande:
{\displaystyle \forall A\,\forall B\,(\exists C\,(C\in A)\Rightarrow [\forall D\,(D\in A\iff D\in B)\Rightarrow A=B]\,)}
Med andra ord:
För varje mängd A och B gäller att, om det existerar ett C sådant att C är ett element i A, då är A lika med B om det för varje mängd D gäller att D är ett element i A om och endast om det också är ett element i B.